# Lotus Freelance Graphics
Lotus Freelance Graphics ist ein Präsentationsprogramm der Firma Lotus Development Corporation (heute ein Unternehmen von IBM).
Das Programm erlaubt dem Benutzer, Text, Bilder, Zeichnungen und Diagramme (wie Balken- und Kreisdiagramme) in eine PowerPoint-ähnliche Diavorführung einzubinden.

## Geschichte
Freelance Graphics war das Nachfolgeprodukt zu dem Präsentationsprogramm Freelance Plus unter DOS.
Die erste Version wurde Anfang 1990 für den OS/2 Präsentations-Manager herausgegeben. Es konnten bereits Daten aus Lotus 1-2-3 integriert werden.
Im Jahr 1993 kam die Version 2.0 für OS/2 2.0 und Microsoft Windows auf den Markt.
Freelance Graphics ist ein Teil der Lotus SmartSuite für Microsoft Windows. Die derzeit aktuelle Version ist 9.8 (Stand: Oktober 2006).

## Dateiformat
Die mit Freelance erstellten Dateien erhalten die Endung .prz, ältere Versionen speichern mit der Dateiendung .pre. Vorlagendateien (so genannte SmartMaster) haben die Dateiendung .smc.
Das Dateiformat selbst ist proprietär und kann nicht ohne weiteres von anderen Programmen gelesen werden. Mit Freelance Graphics kann man jedoch viele Fremdformate (z. B. Microsoft PowerPoint) lesen, bearbeiten und speichern. Es gibt jedoch einen Betrachter für Windows, mit dem die Dateien angezeigt werden können.

## Versionen
- 1990: Lotus Freelance Graphics 1.0 (für OS/2 1.2)
- 1991: Lotus Freelance Graphics 1.0 für Windows
- 1991: Lotus Freelance Graphics 4.0 für DOS
- 1991: Lotus SmartPics for Freelance
- 1993: Lotus Freelance Graphics 2.0 (für Windows 3.x / für OS/2 2.0)
- Juni 1994: Lotus Freelance Graphics 2.1 (für Windows 3.x / für OS/2 2.1)
- Dezember 1995: Lotus Freelance Graphics 96 Edition for Windows 95